# Zoran Janković (piłkarz)
Zoran Janković (serb. Зоран Јанковић, bułg. Зоран Янкович, ur. 8 lutego 1974 r. w Inđii) – serbski piłkarz z bułgarskim paszportem, grający na pozycji ofensywnego pomocnika lub napastnika. Jest wychowankiem klubu FK Železnik. Później występował w Vojvodinie Novy Sad, a pod koniec lat 90. przeniósł się do bułgarskiego Liteksu Łowecz, z którym następnie zdobył dwa tytuły mistrza kraju (1998, 1999). W międzyczasie grał dla Dalian Shide, a od 2008 roku jest zawodnikiem Ethnikosu Achna.
W 2002 roku zadebiutował w barwach reprezentacji Bułgarii. Wystąpił z nią w Euro 2004 i łącznie rozegrał dla niej 22 mecze.